# Ernest Simon
Pour les articles homonymes, voir Simon et Ernest Simon.
Ernest Simon, né le 25 avril 1848 à Paris et mort le 26 avril 1895 au Caire, est un peintre paysagiste et orientaliste français. 

## Biographie
Ernest Constant Simon naît le 25 avril 1848, dans l'ancien 12e arrondissement de Paris, du mariage de Jean Marie Simon, mégissier, et de Thérèse Sophie Niquet. 
Il entre comme apprenti dans une imprimerie lithographie puis, après une rencontre avec le peintre Roger de Beauffort, devient zouave pontifical et part en Italie. Après la chute de Rome, en 1870, il revient en France dans l'armée auxiliaire et est démobilisé en août 1871.
En 1871, âgé de 23 ans, il décide de devenir peintre paysagiste et fréquente le cours d’Armand Cassagne, l’atelier d’Émile Dardoize puis l’atelier d'Alexandre Cabanel. Il peint et dessine en plein air à Paris, en Normandie et en Bretagne. 
Le 7 décembre 1874, il épouse Jeanne Louise Dardoize, fille d'Émile Dardoize, dans le 6e arrondissement de Paris. Ils ont 7 enfants dont Jacques Simon qui deviendra artiste peintre. 
En 1880, il expose, au Salon des artistes français, 2 aquarelles de paysage. Il participe également aux Salons de 1881 et 1882. 
Toujours en 1880, il achète une maison à Carolles en baie du Mont-Saint-Michel, un de ses sites préférés. Il peint également à Nice et en Italie avec Charles Toché, l'Italie où il retourne souvent et particulièrement à Venise.
À partir de 1886, il part pour l'Algérie, et ses œuvres le désignent comme orientaliste. 
Au cours de ses 9 dernières années, il effectue 2 grands voyages par an, et parcourt la Suède, la Hollande, la Martinique, l’Italie, l’Espagne, le Maroc, l’Algérie, la Tunisie et l’Égypte. Il passe l'hiver à Paris ou l’été à Carolles, et forme des élèves.
En 1894, lui et son fils Jacques sont domiciliés au n°4 rue Coëtlogon dans le 6e arrondissement de Paris.
En 1895, le galeriste Georges Petit expose 52 de ses aquarelles orientalistes. 
Reparti pour l'Égypte, il meurt le 26 avril 1895 au Caire.
En 1995, une exposition lui est consacrée à Paris. Les villes de Granville, Guingamp et Vitré, ainsi que le Conseil régional de Martinique, conservent ses œuvres.